# Johann Gregor Grotefend
Johann Gregor Grotefend (* 3. März 1766 in Münden; † 29. Januar 1837 in Clausthal) war ein deutscher lutherischer Theologe und Generalsuperintendent der Generaldiözese Grubenhagen und auf dem Harz.

## Leben
Johann Gregor war ein Sohn des Schuhmachergildemeisters Johann Christian Grotefend (1738–1813) und seiner Ehefrau Sophie geb. Wolff, Tochter des Schuhmachermeisters Johann Gregor Wolff in Hann. Münden. Er besuchte die Gelehrtenschule dort und studierte ab 1786 Theologie an der Universität Göttingen. Am Pädagogium Ilfeld wurde er 1790 Collaborator, 1796 Subkonrektor und 1801 Konrektor. 1802 erhielt er die Pfarrstelle in Lenglern. Am 29. August 1805 wurde er Archidiakon (zweiter Pastor) in Clausthal, wo er neben seinem Pfarramt auch Unterricht in Mathematik und Physik am Gymnasium und an der Bergschule erteilte. Grotefend bemühte sich um eine völlige Neuordnung und Hebung des Schulwesens in Clausthal. 1819 wurde er als Superintendent nach Gifhorn berufen, wo er sich ebenfalls besonders um das Schulwesen verdient machte und mehrere Schulen neu errichten ließ. Mit anderen Predigern seiner Inspektion gründete er einen wissenschaftlichen Predigerverein. 1824 wurde Grotefend erster Pastor in Clausthal und Generalsuperintendent der Generaldiözese Grubenhagen und auf dem Harz. In dieser Funktion führte er die früher in Clausthal begonnene Schulreform fort und begründete die Einteilung in Volksschule, Gymnasium und Töchterschule. Die theologische Fakultät der Universität Göttingen verlieh ihm im August 1830 die theologische Doktorwürde.
Grotefend heiratete am 22. Juni 1796 Marie Magdalene Luise Meißner (1768–1836), Tochter des Rektors des Ilfelder Pädagogiums Karl Friedrich Meißner. Von den gemeinsamen Söhnen war August (1798–1836) ebenfalls zehn Jahre in der Leitung des Ilfelder Pädagogiums (1821–1831) tätig und wurde dann Gymnasialdirektor in Göttingen. Wilhelm (1810–1884) war Senior an der Marktkirche in Hannover. Adolf war Kunstmaler in Florenz. Johann Gregor Grotefends jüngerer Bruder Georg Friedrich Grotefend (1775–1853), das bekannteste Mitglied der Gelehrtenfamilie, war Direktor des Lyceums in Hannover und Entzifferer der Keilschrift.

## Werke
- Ansichten, Gedanken und Erfahrungen über die geistliche Beredsamkeit. Hahn, Hannover 1824 (Digitalisat).

## Belege
1. ↑  eingeschrieben am 3. Mai 1786 (Die Matrikel der Georg-August-Universität zu Göttingen 1734–1837. Hildesheim 1937, S. 293).
2. ↑  Intelligenzblatt der Jenaischen Allgemeinen Literatur-Zeitung vom August 1830, Spalte 276.
3. ↑  Meißner war ab 1768 Rektor; er starb am 31. Oktober 1788. (Programm des Königlichen Pädagogiums zu Ilfeld. Ostern 1853, S. 74; Allgemeine Deutsche Bibliothek Band 85, Teil 1, 1789, S. 308.)
4. ↑  Eduard Crusius: Geschichte der vormals freien Reichsstadt Goslar am Harze. Sorge, Osterode 1842, S. 493; er heiratete Julie Erythropel, die Tochter des Clausthaler Hüttenwerks-Direktors, siehe Wilhelm Rothert: Die leitenden Beamten der Bergstadt Clausthal, von der ältesten Zeit bis zur Gegenwart. Grosse, Clausthal 1898, S. 52.
5. ↑  Helmut Stange: Adolf Grotefend (1812–1847). Ein vergessener niedersächsischer Porträtist. In: Göttinger Jahrbuch. Bd. 56, 2008.

| Personendaten    | Personendaten                   |
| ---------------- | ------------------------------- |
| NAME             | Grotefend, Johann Gregor        |
| KURZBESCHREIBUNG | deutscher lutherischer Theologe |
| GEBURTSDATUM     | 3. März 1766                    |
| GEBURTSORT       | Münden                          |
| STERBEDATUM      | 29. Januar 1837                 |
| STERBEORT        | Clausthal                       |